# トチカガミ
トチカガミ（鼈鏡、Hydrocharis dubia）はトチカガミ科トチカガミ属の多年草。鼈はスッポンのことで、光沢のある丸い葉を鏡に見立てて名付けられた。属小名dubia はラテン語で疑わしい、不確実のという意味。

## 分布
東アジア原産であると考えられている。中国、朝鮮半島、東南アジア、オーストラリア、日本に分布する。日本には有史以前に大陸から帰化し、現在は本州から南西諸島にかけて分布する。

## 特徴
池、沼、河川、用水路（稀に水田）に生える浮葉植物。水中に広がった匍匐茎の節から根、葉、花が形成される。葉はまず2枚の托葉が形成され、その腋から浮葉が出る。浮葉には3 - 15センチメートルの長い柄があり、先端の葉身はスイレンの角を丸くしたような形で、裏面中央には盛り上がった部分があり、このふくらみが浮き袋になって水面に浮かぶ。

花期は8〜10月で、花弁は純白で3枚花は1日でしぼむ。雌雄異株。雌花は芯は先端が分かれた雌蕊が6本、雄花も6本の雄蕊。

## 保全状況評価
LEAST CONCERN (IUCN Red List Ver. 3.1 (2001))
準絶滅危惧（NT）（環境省レッドリスト）